# Hyalinobatrachium valerioi
Espèce
Synonymes
- Centrolene valerioi Dunn, 1931
- Cochranella reticulata Taylor, 1958

Statut de conservation UICN

 LC  : Préoccupation mineure
Hyalinobatrachium valerioi est une espèce d'amphibiens de la famille des Centrolenidae,.

## Répartition
Cette espèce se rencontre jusqu'à 400 m d'altitude :
- au Costa Rica ;
- au Panamá ;
- dans l'ouest de la Colombie ;
- dans l'ouest de l'Équateur.

## Description
Les mâles mesurent de 19,5 à 24,0 mm et les femelles de 22,5 à 26 mm.

## Éthologie
Le mâle assure la protection de la couvée.

## Étymologie
Cette espèce est nommée en l'honneur de Manuel Valerio.

## Publication originale
- Dunn, 1931 : New frogs from Panama and Costa Rica. Occasional Papers of the Boston Society of Natural History, vol. 5, p. 385–401 (texte intégral).